# Marco Kunst
Marco Kunst (Vlissingen, 9 juni 1966) is een Nederlands schrijver.

## Levensloop
Kunst groeide op in Vlissingen. Hij studeerde van 1985 tot 1992, filosofie aan de Universiteit van Utrecht en studeerde af in de Wijsgerige Antropologie met een eindscriptie over bewustzijn en betekenisgeving. Tijdens zijn studie was hij redacteur van het faculteitsblad Epimedium en van het door studenten filosofie opgerichte La Linea, (‘tijdschrift voor continentale wijsbegeerte’). Als student-assistent gaf hij werkgroepen Sociale Wijsbegeerte en Wijsgerige Antropolotie.
Van 1992 tot 1999 werkte hij als docent filosofie aan diverse kunstacademies en instituten voor kunstzinnige vorming. Hij ontwikkelde in die periode een lesprogramma over de aard van creatieve processen. Daarnaast maakte hij beeldend werk (tekeningen, fotografie, collages) en publiceerde filosofische essays (o.a. in Filosofie Magazine en Humanist).
Van 1998 tot 2010 werkte hij naast het schrijven als zelfstandig (eind)redacteur voor diverse literaire, algemene en wetenschappelijke uitgeverijen. Sinds 2010 is hij fulltime schrijver van met name jeugd- en kinderboeken. Hij schrijft in uiteenlopende genres, van science fiction en fantasy tot realistische en historische verhalen.
Kunst is getrouwd en heeft een dochter.
De jeugdboeken van Kunst zijn filosofisch van aard; in ieder boek verkent hij wel een of meerdere filosofische vragen. Daarnaast wordt zijn werk gekenschetst als sterk zintuiglijk.
Terugkerende thema’s in zijn werk zijn: bewustwording (coming of age), liefde, rouwverwerking, (on)sterfelijkheid, verwondering & vervreemding en natuur versus cultuur. Hij won meerdere literaire prijzen. Een aantal van zijn boeken is vertaald in het Duits.

### Boekpublicaties
- De zee is bijna alles (poëzie; Lemniscaat 2025, illustraties Jeska Verstegen)
- Vuile handen (Querido / Stichting Maand van de Filosofie, 2025); Jeugdboek bij de Maand van de Filosofie;
- De macht van Algas, (Lemniscaat 2024), (Zeeuwse Boekenprijs 2024);
- Het touw en de waarheid, (Lemniscaat 2023). (Jeska Verstegen won met de illustraties een Gouden penseel, 2024)
- Patroon, Gottmer, 2022, (Zilveren Griffel, 2023)
- Offline (illustraties Yannick Pelegrin), Gottmer, 2021
- Het verlangen van de prins (illustraties Marieke Nelissen), Gottmer, 2020
- Pulletje (illustraties Henriette Boerendans), Gottmer, 2018
- Verbonden met het Net (illustraties Mattias De Leeuw),  Bedrijfsuitgave KPN, 2017
- De Waterwaack van Natterlande (illustraties Marieke Nelissen), Lemniscaat, 2017
- Kroonsz, Lemniscaat, 2014
- Mus (reeks van vier boekjes), Zwijsen, 2018
- Ties en Veer (reeks van zes boekjes), Zwijsen, 2014
- Meeuw Kaat (illustraties Jan Lieffering), Zwijsen, 2014
- Farabel, roman, Van Gennep, 2014
- Gewist (herziene druk), Lemniscaat, 2013
- Vlieg! (illustraties Philip Hopman), Lemniscaat, 2013
- De Nolympische Spelen (illustraties Mark Janssen), Zwijsen, 2013
- Naar Afrika! (illustraties Mark Janssen), Zwijsen, 2013
- Op de Noordpool (illustraties Mark Janssen), Zwijsen, 2012
- Het luikje (illustraties Jan de Kinder), Zwijsen, 2012
- Vermist in de sneeuw (illustraties Jan de Kinder), Zwijsen, 2012
- De sleuteldrager, Lemniscaat, Amsterdam 2012
- Isa's droom, Querido, Amsterdam 2008
- Gewist, Querido, Amsterdam 2004
- De genietmachine, SUN, 1999
- De markies van Scharrebak, Stichting Kunstuitleen Zeeland, Middelburg 1998

### Korte verhalen en hoorspelen voor kinderen in tijdschriften en bundels
- 8 gedichten in Het grote niet te vermijden verhalenboek, Lemniscaat 2022;
- ‘De spoken van het stadhuis’ in de gelijknamige bundel, St. Kinderfonds Kiwanis, 2022;
- 'Een topattractie' (hoorspel), illustraties Anne Staal, in BoekieBoekie nr. 85, 2012
- 'De vingerwijzing' (kort verhaal), illustraties Vincent Polhuis, in BoekieBoekie nr. 81, 2011
- 'Vakantie in het Riesenthal' (kort verhaal), in Wegwezen, Querido, 2011
- 'Burgers, buitens en buitenlui' (informatieve tekst), illustraties Anuli Croon, in BoekieBoekie nr. 78, 2010
- 'De bedriegertjes van Nattenbroeck' (hoorspel), illustraties Marloes de Vries, in BoekieBoekie nr. 78, 2010
- 'De duinpan' (kort verhaal), in Nergens bang voor, Querido, 2006

### Poëziebundels met opgenomen gedichten
- Er zit een feest in mij! Querido’s Poëziespektakel 5, Querido, 2012
- Vijf draken verslagen. Querido’s Poëziespektakel 4, Querido, 2011
- Wie heeft hier met verf lopen smijten? Querido’s Poëziespektakel 3, Querido, 2010
- Ik wil een naam van chocola. Querido’s Poëziespektakel 2, Querido, 2010, (Vlag en Wimpel 2010)

### Korte verhalen voor volwassenen
- 'Schering en inslag', in De Gids, augustus-september 2006
- 'Waterloo', in De Gids, augustus-september 2004;
- 'Het project', in De Gids, juli-augustus 2003
- 'De haringkoning', in De Gids, januari 2003
- 'De heuvel', in Dietsche Warande & Belfort, 1998/6;
- 'De markies van Scharrebak', in Dietsche Warande & Belfort, 1996/5

### Vertalingen
Onderstaande uitgaven zijn vertaald naar het Duits door Rolf Erdorf en zijn verschenen bij Gerstenberg Verlag.
- Flieg!, 2015
- Der Schlüsselträger und die grauen Könige, 2013
- Isas Traum, 2010
- Gelöscht, 2005 (pocketuitgave DTV Junior, 2007)

## Bekroningen
- Zeeuwse Boekenprijs voor De macht van Algas, 2024
- Zilveren Griffel voor Patroon, in 2023
- Luchs des Monats voor Flieg!, (Übersetzung Rolf Erdorf) augustus 2015
- Vlag en Wimpel van de Griffeljury voor Vlieg! in 2014
- Vlag en Wimpel van de Griffeljury voor De sleuteldrager in 2013
- Charlotte Köhler Stipendium voor Gewist, 2007

## Bestseller 60
| Boeken met noteringen in de Nederlandse Bestseller 60 | Jaar van verschijnen | Datum van binnenkomst | Hoogste positie | Aantal weken | Opmerkingen                         |
| ----------------------------------------------------- | -------------------- | --------------------- | --------------- | ------------ | ----------------------------------- |
| Het touw en de waarheid                               | 2023                 | 09-10-2024            | 41              | 1            | in samenwerking met Jeska Verstegen |